# Cretoxyrhina
Cretoxyrhina („křídový ostrý nos“) je vyhynulý rod žraloka, který žil v mořích a oceánech celého světa v období druhohorní křídy (geologické věky/stupně alb až kampán, asi před 108 až 73 miliony let).

## Popis

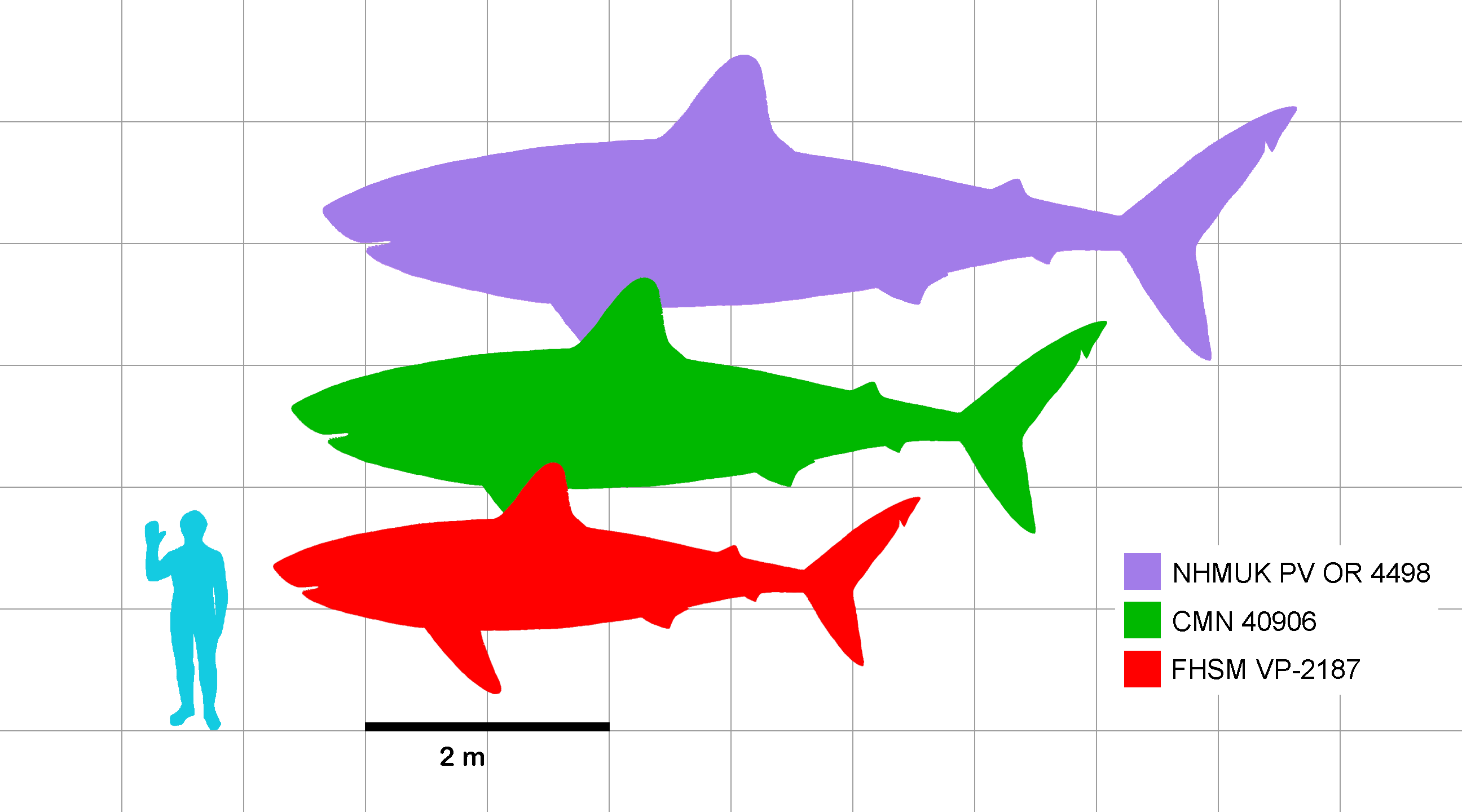
Cretoxyrhina mantelli - rozměry některých zástupců tohoto taxonu.

Při délce až 8 metrů a hmotnosti téměř 5 tun patřil k vrcholovým mořským predátorům své doby. Při plavání se běžně pohyboval rychlostí kolem 12 km/h, dokázal ale výrazně zrychlit a podle odhadů dosahoval maximální rychlosti až kolem 70 km/h. Je možné, že tito žraloci již byli endotermní (udržovali si stálou teplotu těla nezávisle na teplotě okolního prostředí). Proto také nejspíš mohli osídlit i relativně chladná vodstva své doby.

## Nálezy v ČR
V České republice byly fosilie tohoto žraloka objeveny na více místech, například v lokalitách Čížkovice-Úpohlavy, Kystra a Koštice. Na těchto lokalitách, představujících pozůstatky tropického moře z období turonu (před 94 až 90 miliony let), se vyskytovali jedinci druhu C. mantelli o délce až 5 metrů. Žraloci a rejnoci zde měli neobvykle velkou biodiverzitu, činící (k roku 2011) nejméně 21 dosud popsaných druhů. Vyskytoval se tu také druh ptychodního žraloka Ptychodus latissimus, známý podle nálezů fosilních zubů. Otisky a rýhy od zubů tohoto žraloka byly objeveny také na fosilii stehenní kosti dinosaura druhu Burianosaurus augustai (žijícího v době před asi 95 miliony let nedaleko dnešní Kutné Hory).